# Okinava kobudó
Az okinava kobudó (沖縄古武道, Hepburn-átírással: Okinawa kobudō) japán harcművészeti stílus, a kobudó egyik ága. 

## Történet
Egészen a közelmúltig az okinava kobudót többé-kevésbé titokban tudták tartani. A 20. század elején kezdett elterjedni Japánban mint a „béke művészete”, a világ többi részén pedig a második világháború után. A háborút ismét megszenvedte Okinava, a civil lakosság mintegy fele pusztult el, köztük nagyon sok karate- és kobudómester.
A kobudó fegyverei és technikái éles helyzetekben, élet-halál harcokban lettek kipróbálva és fejlesztve, és bizonyították hatékonyságukat. Manapság ezek már hasztalanok a modern fegyverek ellen, de ezekben a békés időkben felhasználhatjuk őket arra, hogy megemlékezzünk azokról a férfiakról és nőkről, akik így védték a becsületüket, vagyontárgyaikat és az életüket. Amikor a kobu-dzsucuból kobudó vált, a gyilkolás eszközei az önkifejezés és önmegvalósítás eszközeivé váltak, a kobudó pedig életmóddá.

## Matajosi Sinkó
A Naha városában 1888-ban született Matajosi Sinkó már gyerekként elkezdte tanulni a bó, eku, kama és a szai használatát Agena Sokuho mester irányításával. A tunkuva és a nuncsaku forgatását Irei szenszejnél sajátította el. A huszadik század elején beutazta egész Kelet-Ázsiát, hogy minél átfogóbb ismeretekre tegyen szert a harcművészetekben. Késdobálást és lasszóvetést tanult Mandzsúriában egy lovas banditától. Sanghajban megismert egy öreg kínai mestert, Kingait, aki bevezette őt a timbe, a szurucsin és a nunti fegyverek használatába, valamint kínai orvoslást és akupunktúrát tanított neki. 1929-ben időlegesen visszatért Japánba, és részt vett a Meidzsi császár tiszteletére rendezett nagy ünnepségen. Az eseményen bemutatta a kobudó művészetét, és ekkor ismerte meg Funakosi Gicsint, aki karatebemutatót tartott ugyanott. Okinavára 1935-ben tért vissza, ahol már a Szenbaru Matesi (sarlókezű) néven ismerték. Itt más okinavai mesterekkel folytatta a tanulmányait a kobudóban. Életének végét már inkább az akupunktúrának szentelte. 1947-ben halt meg, mindössze 59 évesen.

## Matajosi Sinpó
A második világháború után kezdett fia, Matajosi Sinpó szenszei kobudót tanítani Japánban, Kavaszaki városában. Apjától már 7 éves kora óta tanulta az okinavai harcművészetet. 1960-ban visszautazott Okinavára, ahol Higa Szeiko gódzsú-rjú-mester régi dódzsójában kezdett el tanítani, ahol még gyerekként ő a mestertől tanulta a karatét. Az apja emlékére (ko) Kodokan néven nyitott kobudó dódzsót, hogy az egész világgal megismertesse a kobudót, Rjúkjú Kobudó Szövetség néven nemzetközi szervezetet hozott létre 1970-ben, mely 1972-ben a Okinava Kobudószövetséggé alakult át (Okinawa Kobudo Renmei). Mivel mind a kobudóban, mind a karatéban 10. dan fokozatot ért el, Japánban megkapta az elképesztően ritka és magas kitüntetést, „Japán Élő Nemzeti Kincsei” közé tartozhatott mint az okinavai harcművészetek és harci szellem élő megtestesítője. Életét annak szentelte, hogy az okinava kobudót megismertesse az egész világgal. 74 évesen, 1997-ben halt meg.

## Csinen Kenju
Csinen szenszei az okinavai Ie szigetén született 1944-ben. Matajosi Sinpo mester közvetlen tanítványa 1960-tól egészen a mester haláláig (1997). Jelenleg[mikor?] az okinava kobudó stílusban a 8. dan fokozattal rendelkezik; ez a legmagasabb vizsga teljesítésével elérhető fokozat. Csinen szenszei az okinava kobudó stílus európai meghonosítója és koordinátora. 
A mester az okinava kobudó mellett az Okinava sorin-rjú karate-dó stílust (melyet 1958-ban kezdett tanulni) is oktatja. E rendszerben jelenleg a 9. dan fokozattal rendelkezik. Magyarországon a stílus hivatalos képviseletét Nathalie Luce 5. danos mester látja el.

## A stílus főbb eszközei
- Bó – bot
- Tonfa vagy okinawai nyelven Tunkuva
- Szai
- Nuncsaku vagy Szoszecukon
- Dzso
- Szanszecukon
- Nunti és Mandzsi-szai
- Kama
- Eku
- Timbe és Seirjuto
- Kue
- Szurucsin

## Fokozatok az okinava kobudóban
A kobudóban a tanulók öve fehér vagy színes (citrom, narancs, zöld, kék, barna), míg a mesterek fekete övet hordanak. A legmagasabb vizsgával elérhető fokozat a 8. dan.
A vizsgára bocsátás feltételei:
- Tagság a nemzeti és a nemzetközi szervezetben
- Szabályos edzőruha (fehér nadrág, fekete felső, bal oldalon az emblémával, fokozatnak megfelelő öv)
- Betöltött 14. életév (alatta gyerekfokozatok).
- Szemináriumokon való részvétel, az alábbiak szerint:
  - 1. dan fokozatig: hazai szemináriumokon való részvétel
  - 2. dan fokozattól: + nemzetközi szemináriumokon való részvétel
  - 3. dan fokozatnál: + központi európai edzőtáborban való részvétel
  - 6. dan fokozatnál: + központi okinavai edzőtáborban való részvétel
- A fokozathoz szükséges minimális életkor
  - 1. dan: betöltött 18. életév
- Megfelelő kivárási idő letelte
- Klubvezető engedélye

## Az okinava kobudó stílus a világban
- Okinava: l. rjúkjú kobudó
- Oshukai központi weblap
- Franciaország (központi)
- Franciaország (Strasbourg) Archiválva 2006. október 28-i dátummal a Wayback Machine-ben
- Lengyelország
- Spanyolország
- Olaszország
- Svájc
- Csehország
- Németország
- Belgium
- Szlovénia (Siska)
- Kanada
- Argentína
- India
- Srí Lanka
- Costa Rica
- San Salvador

## Okinavai kobudó rendszerek
- Okinava kobudó
- Rjúkjú kobudó
- Kobudó kvai és Kobudo Kwai VIP
- Kensin-rjú karate

## Az okinava kobudó stílus Magyarországon
- Budapest (Oshukai) Archiválva 2009. augusztus 4-i dátummal a Wayback Machine-ben
- Budapest (Matyaoshi Kobudo)
- Budapest (Rjúkjú Kobudó) Archiválva 2016. október 5-i dátummal a Wayback Machine-ben